# Christopher Heinrich von Kursell
baron Christopher Engelbrecht von Kursell der Spandauer (1722-1795), seigneur de Ocht, est un officier d'origine germano-balte qui fut un lieutenant prussien et un Generalleutnant russe.

## Biographie
Il est le fils de Christopher Engelbrecht von Kursell (1685-1756) et de Gertrude Helene von Tiesenhausen (†1742). Il épouse le 12 mars 1764 à Reval Anna Lunetta von Essen (†1772), d'où : Ottilia von Kursell (1764-1798), épouse de Johann Christian Burchart von Bellavary de Sycava und Kursell (1754-1813), seigneur de Pällo, officier russe.
Il commence sa carrière comme Enseigne de la Garde puis devient lieutenant au service de Frédéric II de Prusse. Pro-russe pendant la Guerre de Sept Ans, il déserte puis est capturé. Frédéric II lui accorde son pardon mais Christopher le refuse. Après 13 années d'emprisonnement en la citadelle de Spandau, il est échangé contre d'autres prisonniers par Catherine II de Russie en 1762. Colonel en 1763 puis général de l'armée impériale en 1770, il devient ensuite Generalleutnant russe.

## Sources et liens externes
- http://www.stael-von-holstein.de/ahnenreihen.htm Nr. 15
- Eckardt, Julius Wilhelm Albert von: Baltische und russische Culturstudien aus zwei Jahrhunderten. (s. 91f)
- Genealogisches Handbuch des Adels, Aldelslexikon, 1989
- Notices d'autorité :   - VIAF
  - GND
- Notice dans un dictionnaire ou une encyclopédie généraliste :   - Deutsche Biographie